# Annette von Droste-Hülshoff

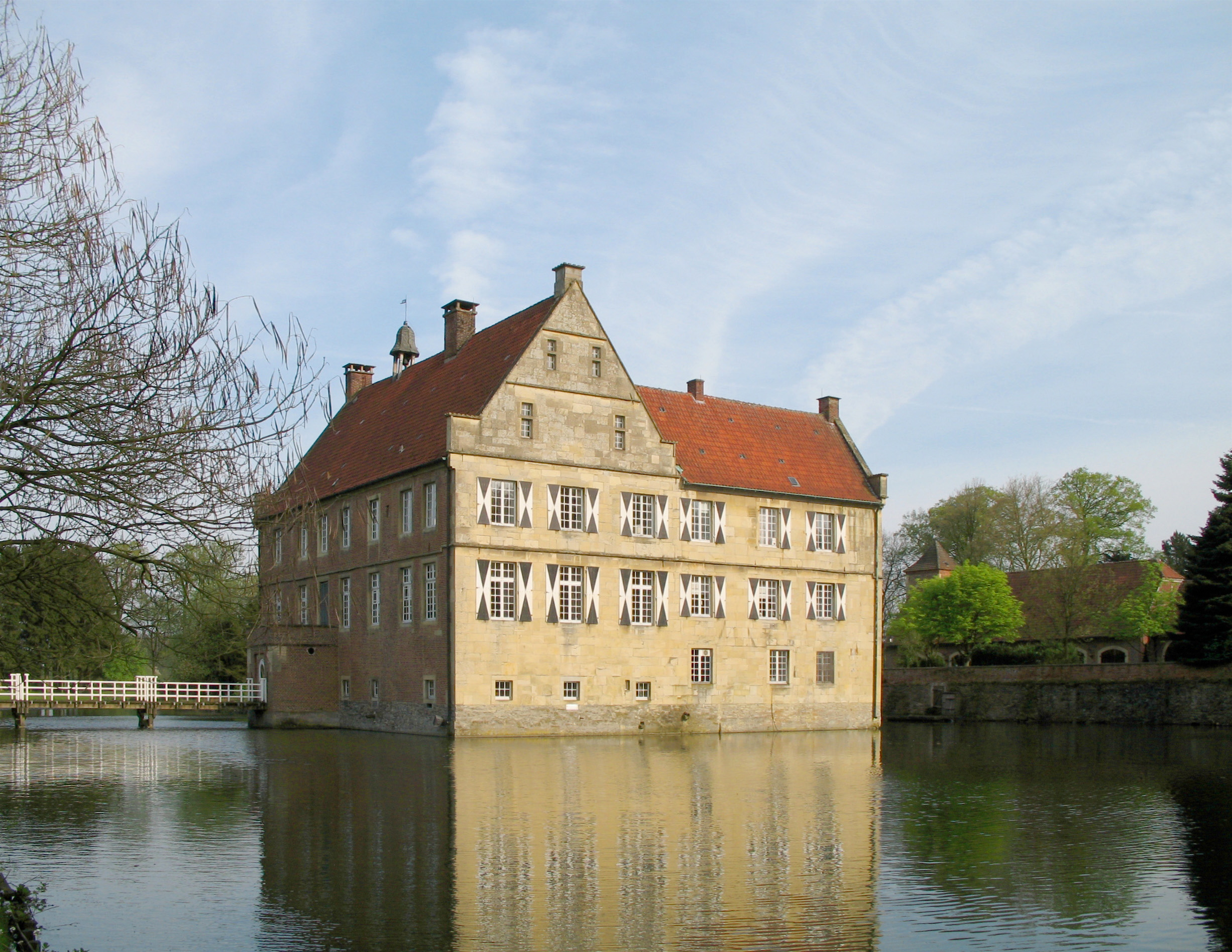
Het slot Hülshoff in Havixbeck: geboortehuis van Annette von Droste-Hülshoff

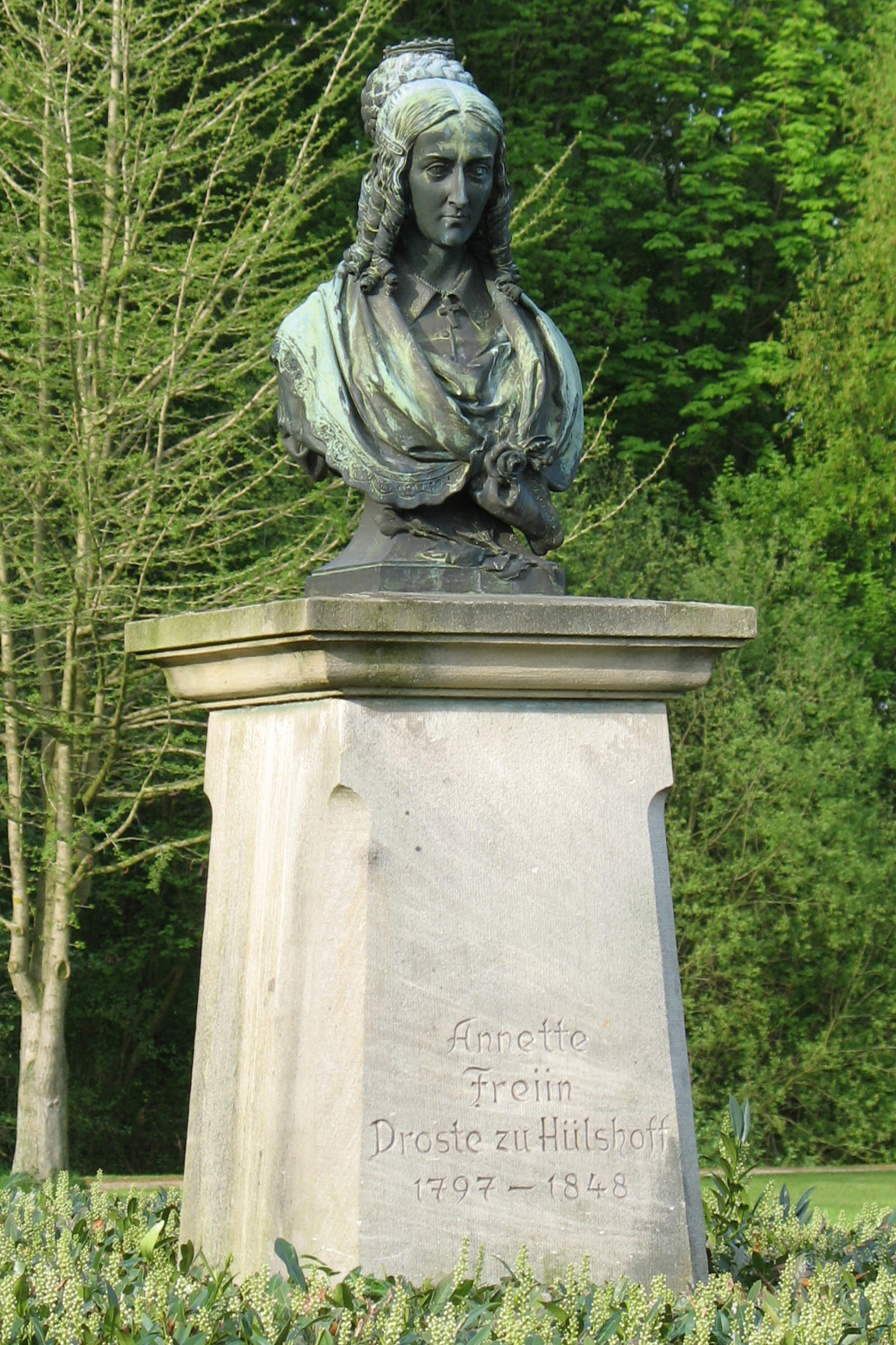
Buste van Annette von Droste-Hülshoff in de tuin van het slot Hülshoff, werk van Anton Rüller uit 1896

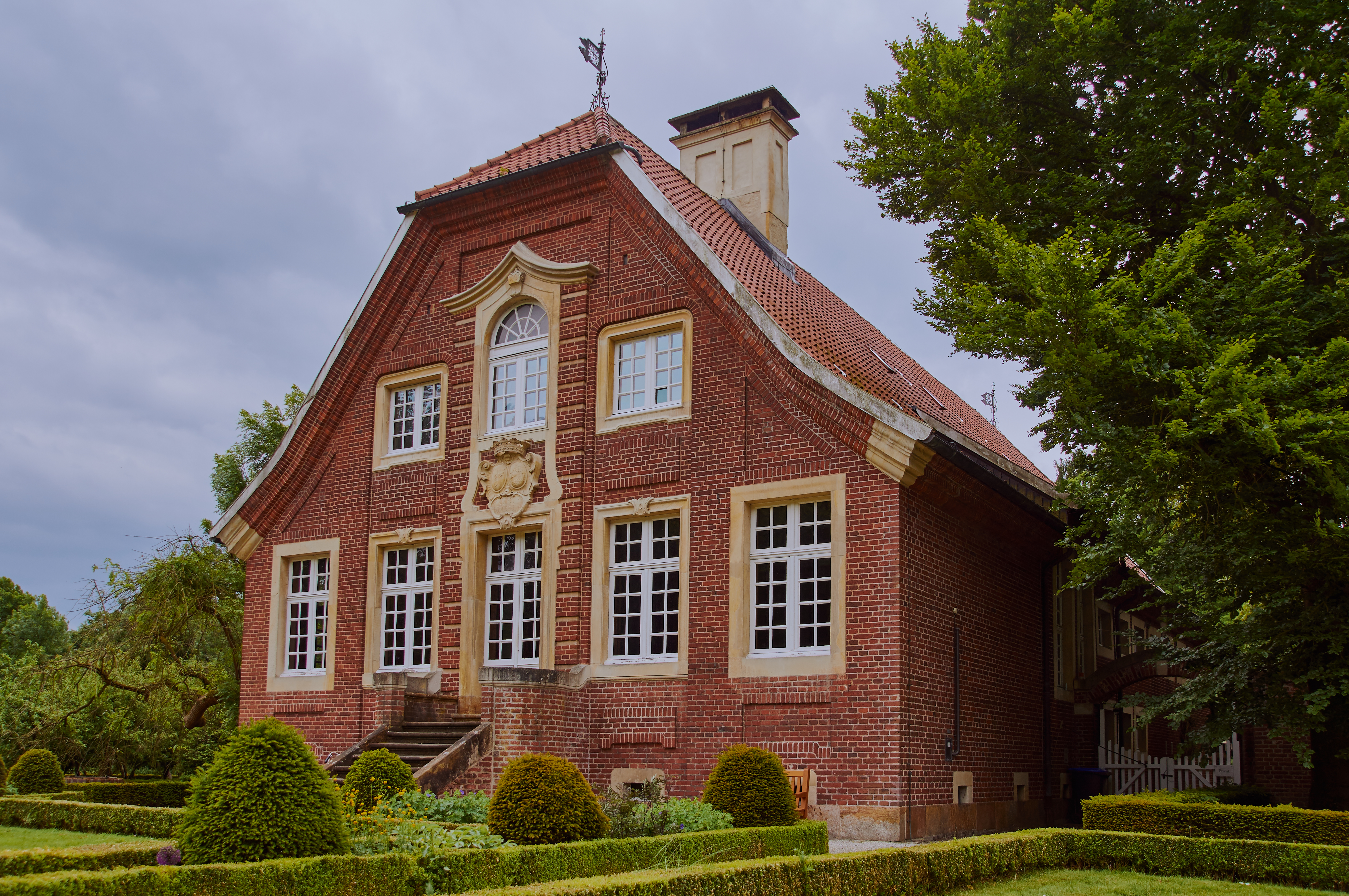
Het Rüschhaus bij Münster

Annette von Droste-Hülshoff (Havixbeck, 10 januari 1797 — Meersburg, 24 mei 1848) was een Duitse dichteres en componiste, vooral bekend vanwege haar enige novelle: Die Judenbuche.

## Biografie
Annette von Droste-Hülshoff werd op het slot Hülshoff tussen Havixbeck en de stad Münster in Westfalen geboren als tweede van vier kinderen uit een adellijke, conservatief-katholieke familie. Ze kreeg een degelijke opvoeding, met privélessen, die ze samen met haar broer volgde. Professor Anton Matthias Sprickmann liet haar vanaf 1812 met de poëzie kennismaken. Als adellijk meisje leidde ze noodgedwongen een teruggetrokken bestaan, alhoewel ze zich nooit heftig tegen de toen heersende moraal verzette; politiek gezien stond ze zeker aan de zijde van het conservatisme. Vanaf 1815 kampte ze met zware gezondheidsproblemen, waaronder extreme bijziendheid en hoofdpijnen en depressies, die misschien met haar schildklier te maken hadden. Droste-Hülshoff was onderdeel van het wetenschappelijke onderzoek naar hoogbegaafdheid en psychiatrische problematiek, uitgevoerd door Adele Juda. Zie voor de korte beschrijving van een privé-crisis in Annettes leven, tijdens een verblijf met familie en met literaire geestverwanten in kasteel Bökerhof bij Brakel, onder Brakel (Duitsland): Trivia. In 1825 maakte ze tijdens een reis langs de Rijn kennis met Schlegel. Toen haar vader in 1826 stierf, verhuisde ze met haar moeder naar Rüschhaus nabij Münster, waar ze gedichten begon te schrijven, waaronder het eerste deel van de cyclus Das geistliche Jahr, dat in 1838 verscheen. Haar zwager had het slot Meersburg aan het Bodenmeer gekocht en daar verbleef Droste-Hülshoff vanaf 1841; ze verdiepte er haar vriendschap met Levin Schücking, de zoon van schrijfster Katharine Busch, die ze al sinds 1813 kende. Ze vatte een onbeantwoorde liefde voor de 17 jaar jongere schrijver op en schreef in 1842 haar Judenbuche. Ze schreef eveneens epische vertellingen in versvorm. Nadat Schücking in 1843 met Luise von Gall trouwde, trok ze zich helemaal in haar verdriet terug. Droste-Hülshoff overleed in 1848 aan een hartinfarct.
Het werk van Droste-Hülshoff staat hoog aangeschreven en zij geldt voor vele literatuurcritici als de grootste Duitse dichteres uit de Romantiek. Door haar welgestelde afkomst was ze aan een heleboel maatschappelijke beperkingen onderworpen, temeer daar ze ongetrouwd is gebleven en verondersteld werd een afgezonderd bestaan te leiden. Desalniettemin permitteerde zij zich, o.a. door met mannelijke wetenschappers te corresponderen, enkele vrijheden, die in haar tijd voor vrouwen ongebruikelijk waren. Qua stijl behoort ze het sterkst tot de Biedermeier: ze schrijft burgerlijk en helder en vervalt nooit in romantische opwellingen. Droste-Hülshoffs poëzie blijft steeds beheerst, ook wanneer ze haar positie als vrouw bejammert in het gedicht Am Turme. Ze beschrijft dikwijls landschappen en huiselijke situaties en doet dit steeds met precisie: uit haar werk blijkt een strak geordende visie op de wereld. Desalniettemin sluipt doorgaans een soort huivering in haar verzen, een geheimzinnige, spookachtige sfeer die haar vertellingen kenmerkt. Als diep gelovige, maar tegenover star dogmatisme afwijzend staande vrouw, spreekt uit haar werk een sterke bezinningsdrang.
Haar beroemdste werk, Die Judenbuche (De jodenbeuk), is een in het midden van de 17e eeuw spelend, mysterieus misdaadverhaal waarin een beukenboom een centrale rol speelt: de natuur is als het ware behekst en een moord door het destijds gevluchte hoofdpersonage Friedrich Mergel op een jood zal door middel van de beuk, 28 jaar na dato, gewroken worden, wanneer Friedrich weer opduikt onder de naam Johannes Niemand. Zie ook onder Reinhardswald.
Annette was, evenals haar vader, die een goede violist was en haar oom, die met Joseph Haydn bevriend was, zeer muzikaal en was bevriend met de componist Robert Schumann, met wie zij o.a. over het componeren van muziek correspondeerde. Ook heeft zij zelf enige - tot aan het eind van de 20e eeuw geheel onbekend gebleven - muziekstukken gecomponeerd. Zij vond echter, dat het componeren van muziek en het schrijven van gedichten met elkaar conflicteerde en koos op latere leeftijd voor de literatuur.
Droste-Hülshoff ligt op het kerkhof van Meersburg begraven.

## Werken
- 1813 Berta (fragmentarisch toneelstuk)
- 1819 Ledwina (fragmentarische novelle)
- 1834 Das Hospiz auf dem großen Sankt Bernhard (epos)
- 1834 Des Artztes Vermächtnis (versvertelling)
- 1835 Der Graf von Thal, Der Weiher, Des alten Pfarrers Woche, Die Elemente, Der Säntis (gedichten)
- 1838 Die Schlacht im Loener Bruch (epos over de Slag bij Stadtlohn (1623))
- 1840 Das geistliche Jahr (gedichtencyclus)
- 1840 Der Geierpfiff, Der Mutter Wiederkehr (ballades)
- 1840 Perdu! (komedie)
- 1842 Die Judenbuche (novelle)
- 1842 Der Spiritus familiaris des Roßtäuschers (ballade)
- 1842 Der Knabe im Moor (ballade)
- 1844 verschillende gedichten
- 1845 Bilder aus Westfalen (gedichtencyclus)
- 1860 Letzte Gaben (postuum verzamelwerk)
- 1878-79 Sämtliche Werke (postuum)